# 七原ことみ
七原 ことみ（ななはら ことみ）は、日本の女性声優。主にアダルトゲームに声をあてている。

## 出演作品

### ゲーム

#### 2005年
- ゆのはな（ゆのは）
- ユメミルクスリ（加々見 綾）

#### 2006年
- 遥かに仰ぎ、麗しの（大銀杏 弥生、通販さん）
- ひだまり（琴吹 奈々子）

#### 2008年
- Princess Frontier（アルエミーナ・リューシー・テクスフォルト・ゼフィランス）

#### 2009年
- しろくまベルスターズ♪（柊ノ木 硯）

#### 2010年
- あまつみそらに!（音無 夏帆）
- 恋神 -ラブカミ-

#### 2011年
- 神聖にして侵すべからず（諫見 芳乃）
- 黙って私のムコになれ!（真壁 依子）

#### 2012年
- はつゆきさくら（ラン）[1]

### CD
- ドラマCD はつゆきさくら〜ゴーストトラベル〜（ラン）